# Bílovice (vojenský újezd Boletice)
Bílovice, dříve také Býlovice (německy Pilletitz) jsou zaniklá ves na území vojenského újezdu Boletice v okrese Český Krumlov. Součástí Bílovic byla i samota Tomandl.

## Historie
První písemná zmínka o vesnici pochází z roku 1440. Ves byla do zavedení obecního zřízení v polovině 19. století součástí českokrumlovského panství. Potom byla osadou obce Hořičky. V roce 1930 zde stálo 5 domů a žilo zde 41 obyvatel. V letech 1938 až 1945 byly Bílovice v důsledku uzavření Mnichovské dohody přičleněny k nacistickému Německu. Po 2. světové válce se Bílovice staly součástí vojenského újezdu Boletice; jsou v nepřístupném prostoru, je zde střelnice..